# Sylvia conspicillata
La sterpazzola della Sardegna (Sylvia conspicillata Temminck, 1820) è un uccello passeriforme appartenente alla famiglia Sylviidae, diffuso in Europa, Nordafrica e Asia occidentale.

## Galleria d'immagini

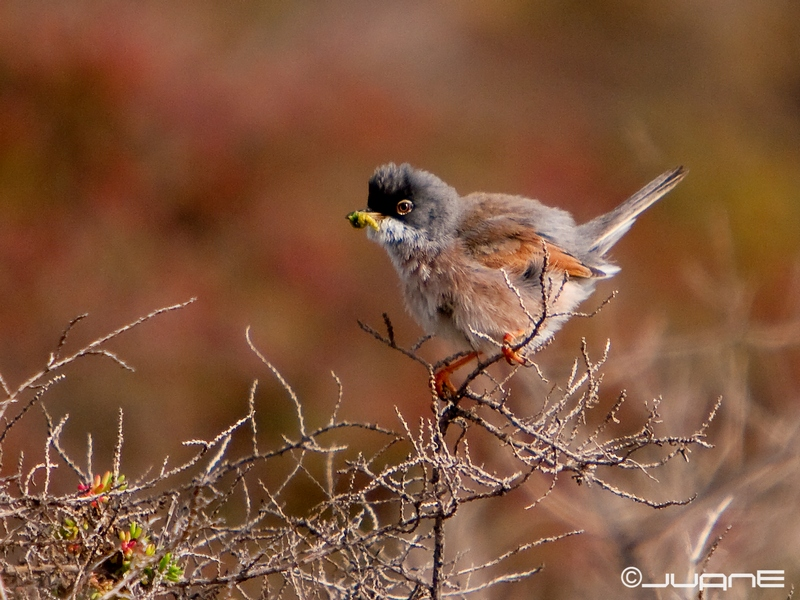
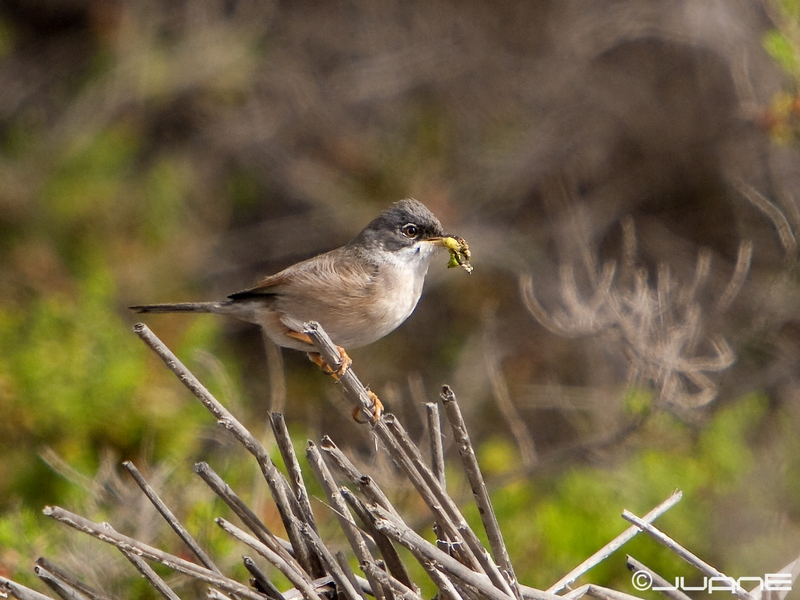
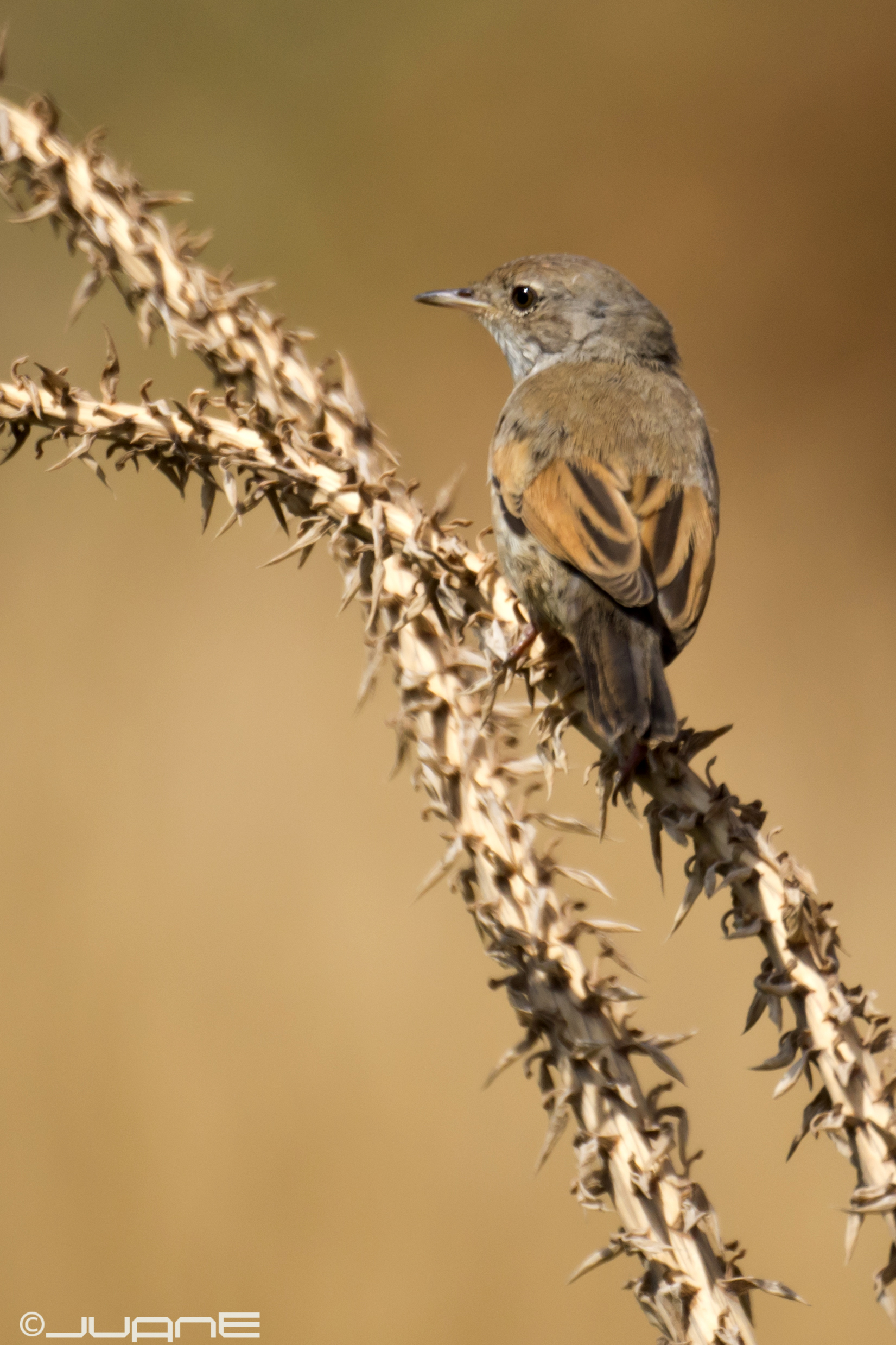
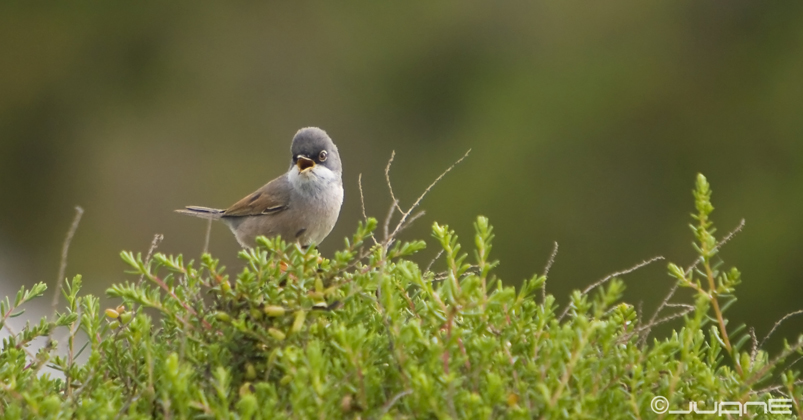
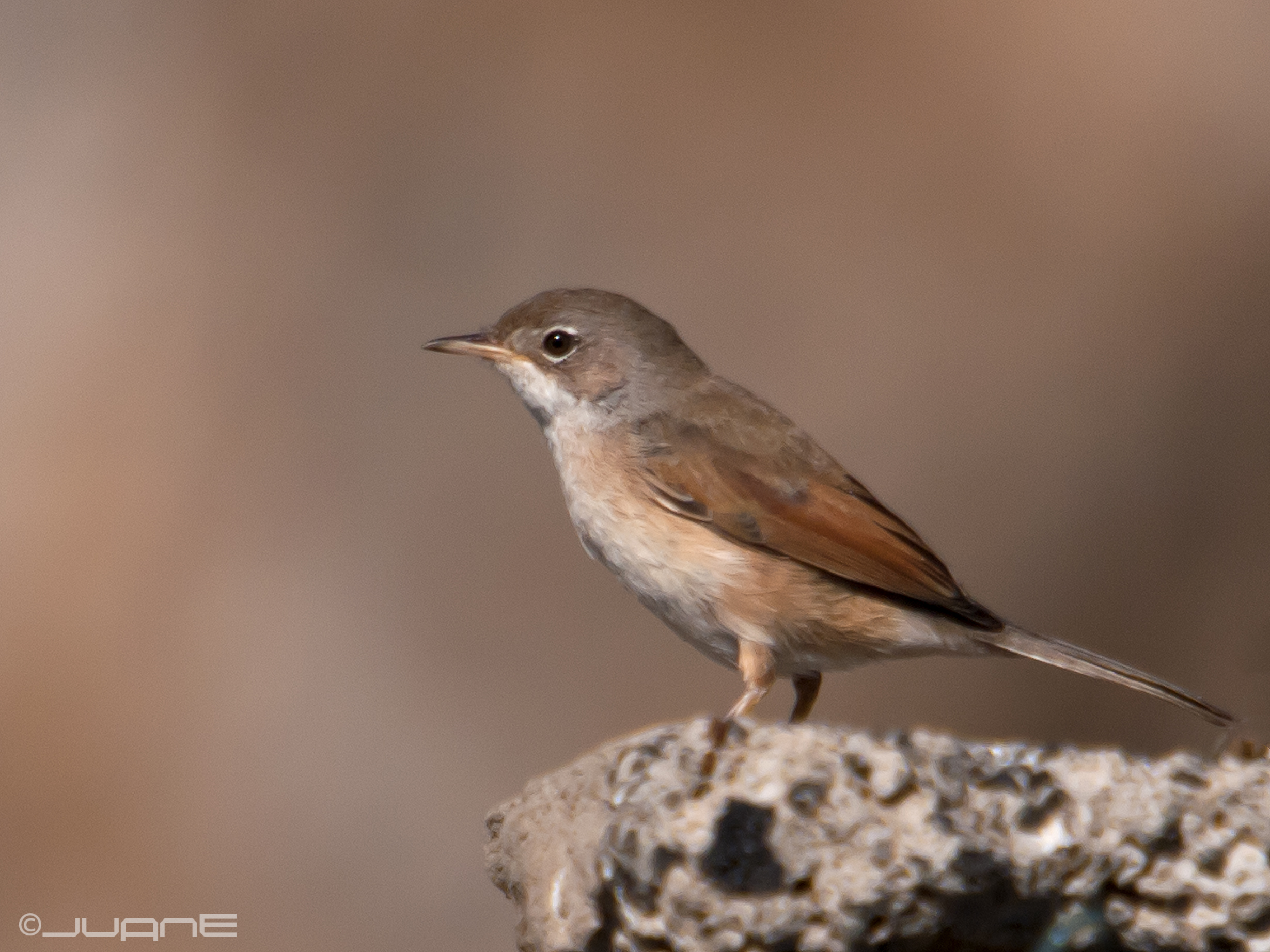
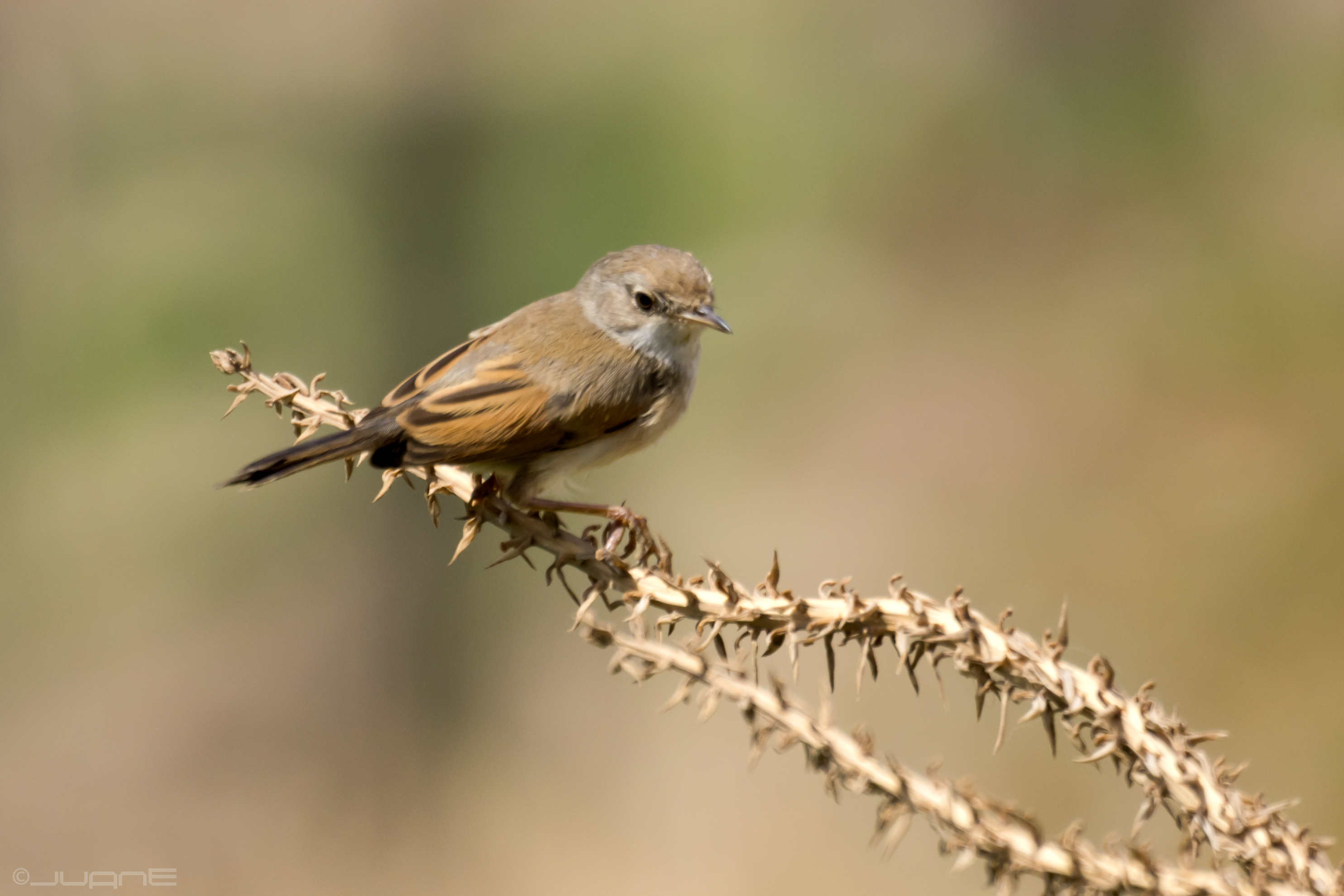
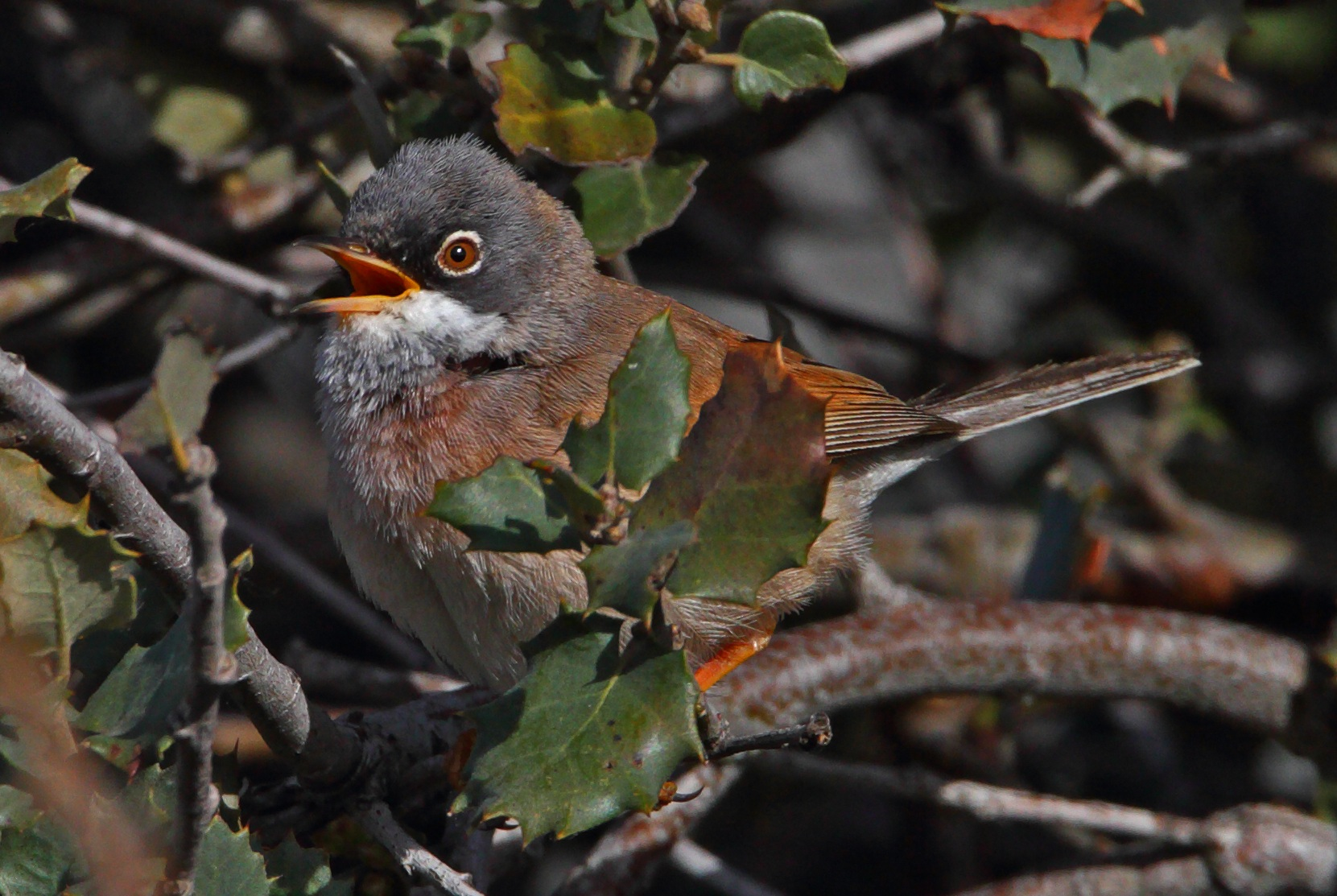
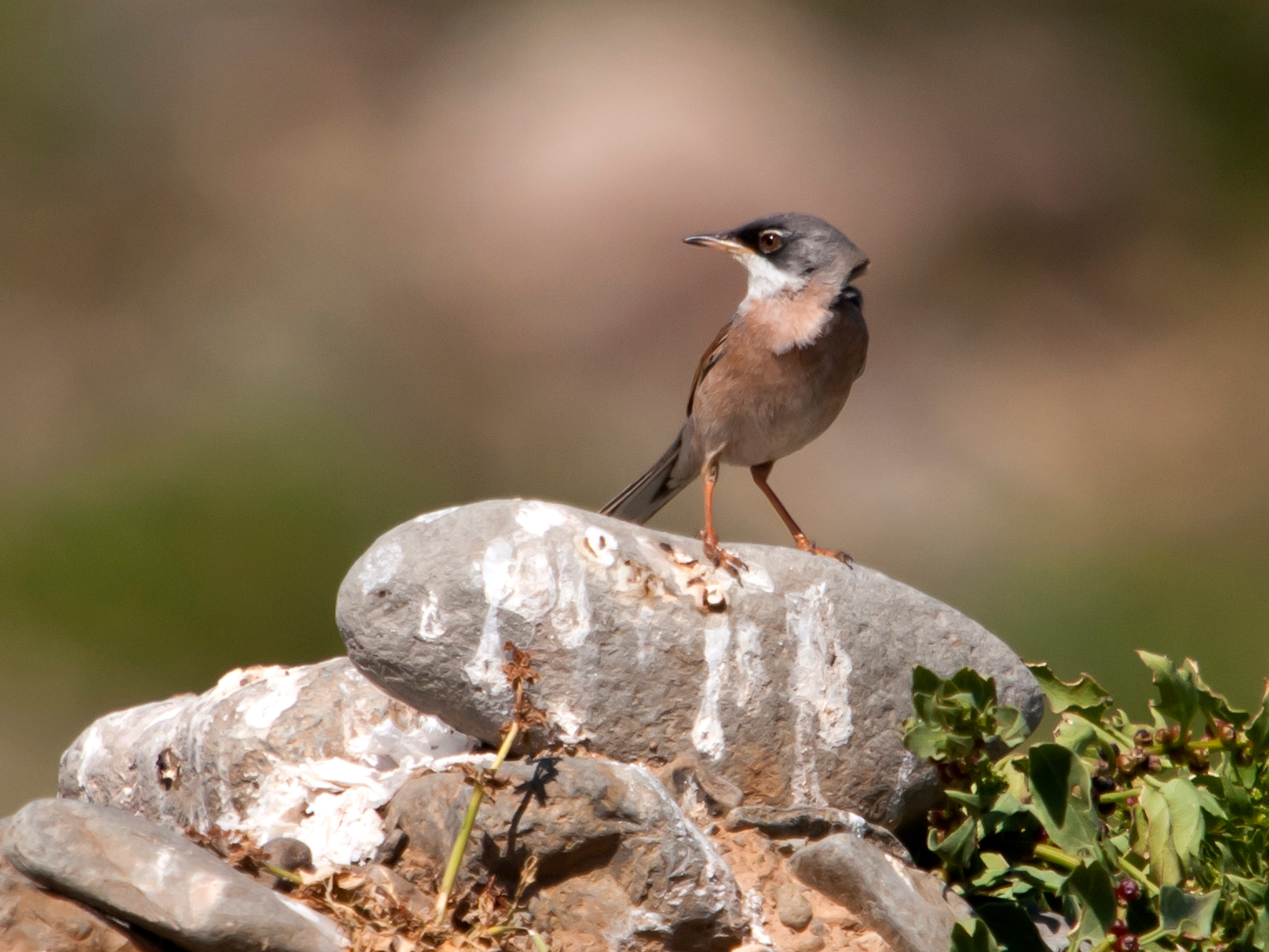
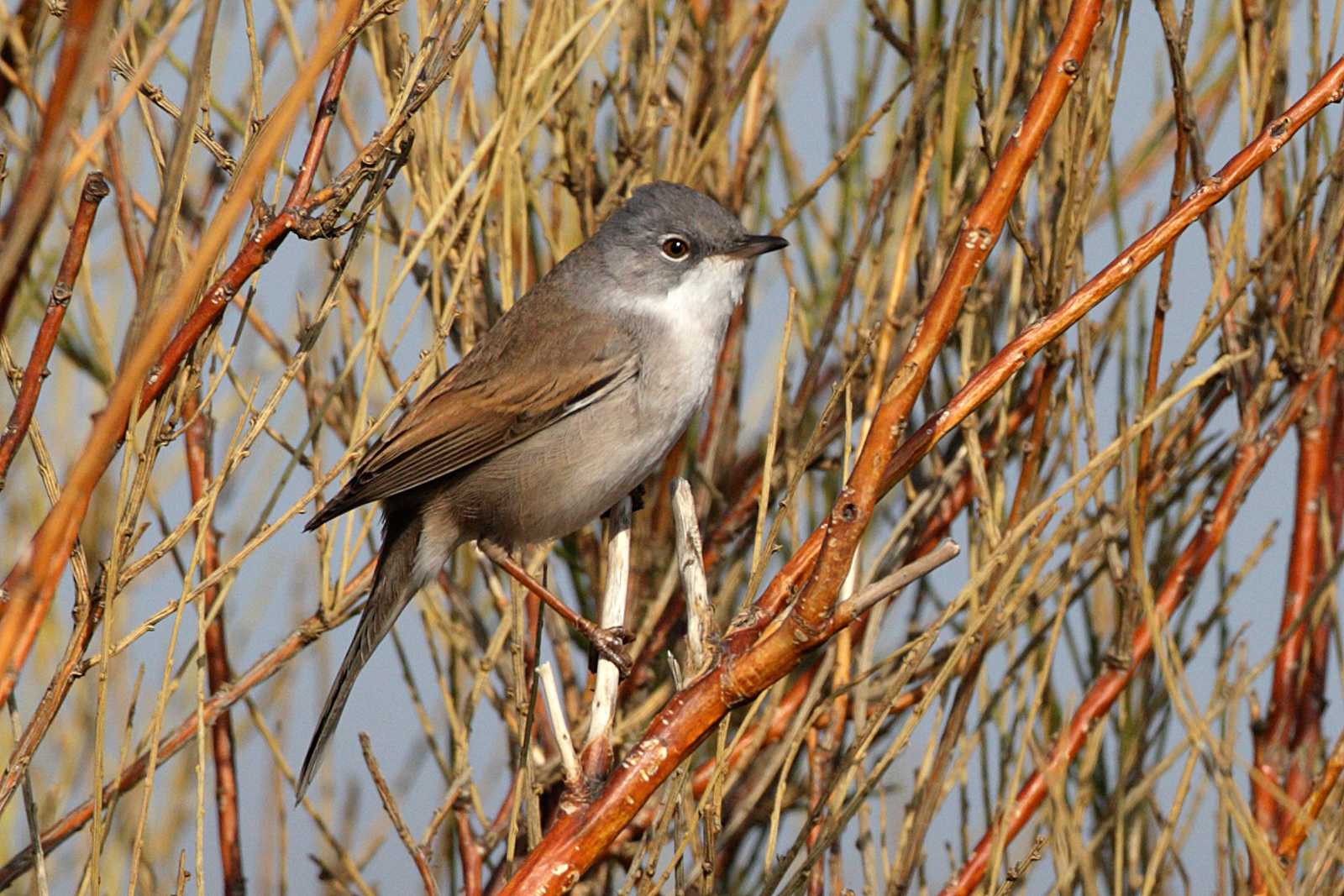
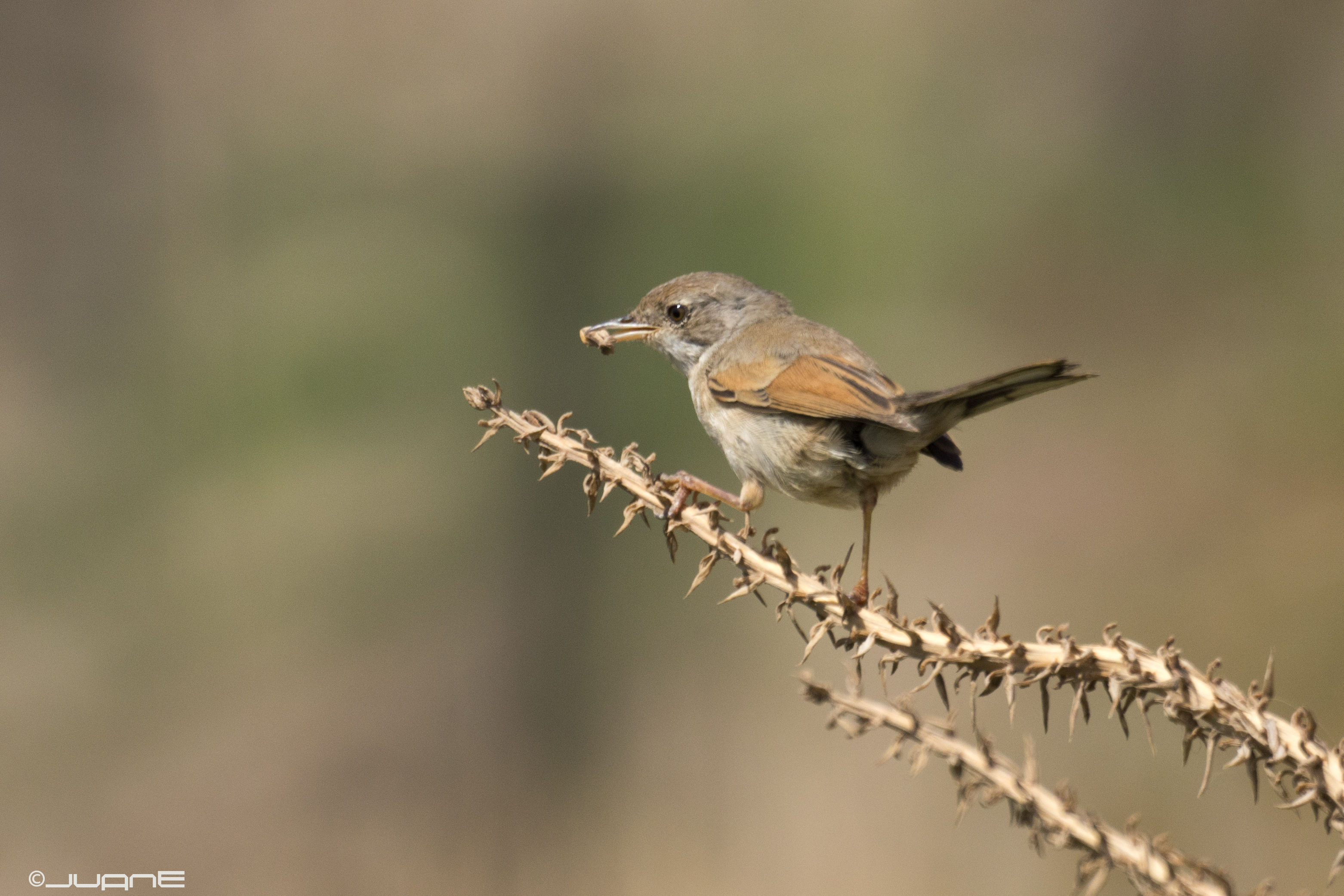

## Descrizione
È molto simile alla sterpazzola (Sylvia communis), benché di taglia lievemente più ridotta, avendo una lunghezza di 12,5 cm.

La testa è scura, con gola rima palpebrale bianche, mentre il petto si mostra bruno rosato. Le zampe sono di un tipico colore giallo paglierino. Il vertice è grigiastro, con redini e copritrici auricolari più scure. Il dorso è brunastro, con copritrici alari e remiganti secondarie dai bordi marcatamente tendenti al rossiccio.

Gli esemplari giovani tendono ad essere più scuri, privi della macchia grigia sul capo e con ventre più tendente al giallino.

## Biologia

### Voce
Il canto è simile a quello della sterpazzola, ma più sommesso e senza note "grattate". Se in allarme, emette un suono che ricorda molto il "raganello" tipico degli scriccioli.

### Alimentazione
Il regime alimentare è tipicamente insettivoro.

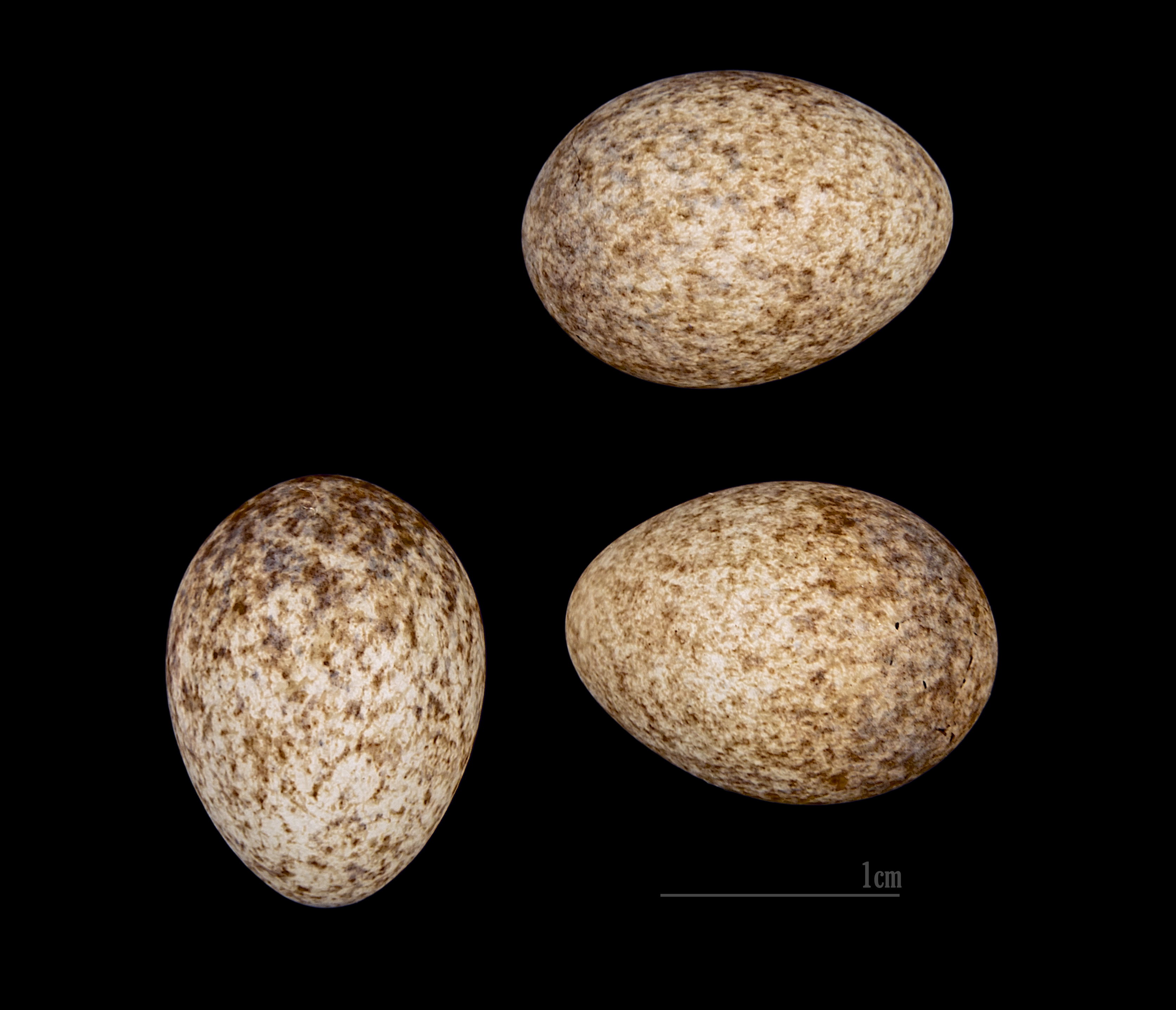
Uova di Sylvia conspicillata

### Riproduzione
Nidifica da marzo a giugno in nidi tra i cespugli bassi. Solitamente vengono deposte da tre a sei uova.

## Distribuzione e habitat
L'areale di questo silvide si estende su Europa, Nordafrica, e Asia occidentale; più in dettaglio, la specie è presente in Spagna (Canarie), Portogallo (Madeira), Gibilterra, Francia, Svizzera, Italia, Malta, Turchia, Cipro, Libano, Israele, Palestina, Siria, Giordania, Capo Verde, Marocco, Sahara Occidentale, Mauritania, Senegal, Algeria, Tunisia, Libia ed Egitto.

È inoltre occasionale in Regno Unito, Paesi Bassi, Germania, Croazia, Grecia, Arabia Saudita, Gambia, Niger ed Etiopia.

È infine incerta la presenza in Iraq.
L'habitat è rappresentato da ambienti ricchi di cespugli di Salicornia e pianure costiere con macchia mediterranea o bosco rado.

## Tassonomia

### Sinonimi
Non sono stati riportati sinonimi.

### Sottospecie
Sono state individuate due sottospecie:
- Sylvia conspicillata conspicillata Temminck, 1820 - Europa sud-occidentale e meridionale, Africa nord-occidentale, dalla Turchia alla Giordania
- Sylvia conspicillata orbitalis (Wahlberg, 1854) - Madera, Canarie e Capo Verde

### Specie affini
Le specie filogeneticamente più affini sono:
- Sylvia undata (Boddaert, 1783) (magnanina) - Europa occidentale e Africa nord-occidentale
- Sylvia sarda Temminck, 1820 (magnanina sarda) - Corsica, Sardegna e Arcipelago Toscano
- Sylvia balearica von Jordans, 1913 (Magnanina delle Baleari) - Isole Baleari
- Sylvia deserticola Tristram, 1859 (Bigia del deserto) - Nordafrica
- Sylvia cantillans (Pallas, 1764) (sterpazzolina) - Europa sud-occidentale e Africa nord-occidentale
- Sylvia subalpina Temminck, 1820 (Sterpazzolina di Moltoni) - Mediterraneo occidentale e Italia nord-occidentale
- Sylvia melanocephala (Gmelin, 1789) (occhiocotto) -  Europa meridionale e Nordafrica

## Conservazione
La sterpazzola della Sardegna occupa un areale molto vasto, tanto da non presentare caratteristiche di vulnerabilità né dal punto di vista della frammentazione territoriale, né per quanto riguarda la tendenza della popolazione che, pur essendo probabilmente in lieve calo, appare tuttavia consistente nel complesso. Per questi motivi la specie è stata inserita nella Lista rossa IUCN con lo status "LC" (rischio minimo).